# تيري بيك
تيري بيك (بالإنجليزية: Terry Peck)‏ هو ضابط شرطة بريطاني، ولد في 2 أغسطس 1938 في ستانلي في المملكة المتحدة، وتوفي بنفس المكان في 30 ديسمبر 2006 بسبب سرطان.